# Beautor
Beautor és un municipi francès situat al departament de l'Aisne i a la regió dels Alts de França. L'any 2007 tenia 2.679 habitants.

## Demografia

### Població
El 2007 la població de fet de Beautor era de 2.679 persones. Hi havia 1.124 famílies de les quals 388 eren unipersonals (156 homes vivint sols i 232 dones vivint soles), 308 parelles sense fills, 276 parelles amb fills i 152 famílies monoparentals amb fills.
La població ha evolucionat segons el següent gràfic:
Habitants censats

### Habitatges
El 2007 hi havia 1.308 habitatges, 1.168 eren l'habitatge principal de la família, 14 eren segones residències i 126 estaven desocupats. 882 eren cases i 425 eren apartaments. Dels 1.168 habitatges principals, 536 estaven ocupats pels seus propietaris, 618 estaven llogats i ocupats pels llogaters i 14 estaven cedits a títol gratuït; 9 tenien una cambra, 187 en tenien dues, 150 en tenien tres, 385 en tenien quatre i 437 en tenien cinc o més. 756 habitatges disposaven pel capbaix d'una plaça de pàrquing. A 553 habitatges hi havia un automòbil i a 314 n'hi havia dos o més.

### Piràmide de població
La piràmide de població per edats i sexe el 2009 era:
| Homes | Edats   | Dones |
| ----- | ------- | ----- |
| 0     | 95 o +  | 0     |
| 0     | 90 a 94 | 12    |
| 8     | 85 a 89 | 12    |
| 8     | 80 a 84 | 4     |
| 52    | 75 a 79 | 52    |
| 40    | 70 a 74 | 88    |
| 76    | 65 a 69 | 80    |
| 72    | 60 a 64 | 60    |
| 64    | 55 a 59 | 68    |
| 100   | 50 a 54 | 80    |
| 108   | 45 a 49 | 104   |
| 116   | 40 a 44 | 112   |
| 128   | 35 a 39 | 128   |
| 112   | 30 a 34 | 132   |
| 76    | 25 a 29 | 96    |
| 93    | 20 a 24 | 96    |
| 112   | 15 a 19 | 116   |
| 144   | 10 a 14 | 132   |
| 72    | 5 a 9   | 116   |
| 68    | 0 a 4   | 76    |

## Economia
El 2007 la població en edat de treballar era de 1.751 persones, 1.094 eren actives i 657 eren inactives. De les 1.094 persones actives 912 estaven ocupades (562 homes i 350 dones) i 182 estaven aturades (88 homes i 94 dones). De les 657 persones inactives 176 estaven jubilades, 163 estaven estudiant i 318 estaven classificades com a «altres inactius».

### Ingressos
El 2009 a Beautor hi havia 1.179 unitats fiscals que integraven 2.770,5 persones, la mediana anual d'ingressos fiscals per persona era de 13.704 €.

### Activitats econòmiques
Dels 53 establiments que hi havia el 2007, 3 eren d'empreses extractives, 1 d'una empresa alimentària, 1 d'una empresa de fabricació d'elements pel transport, 4 d'empreses de fabricació d'altres productes industrials, 4 d'empreses de construcció, 15 d'empreses de comerç i reparació d'automòbils, 2 d'empreses de transport, 5 d'empreses d'hostatgeria i restauració, 1 d'una empresa financera, 4 d'empreses immobiliàries, 8 d'entitats de l'administració pública i 5 d'empreses classificades com a «altres activitats de serveis».
Dels 9 establiments de servei als particulars que hi havia el 2009, 1 era una oficina de correu, 1 taller de reparació d'automòbils i de material agrícola, 1 paleta, 1 lampisteria, 3 perruqueries i 2 agències immobiliàries.
Dels 5 establiments comercials que hi havia el 2009, 1 era, 1 un hipermercat, 1 una botiga de més de 120 m², 1 una botiga de mobles i 1 una joieria.

## Equipaments sanitaris i escolars
L'únic equipament sanitari que hi havia el 2009 era una farmàcia.
El 2009 hi havia 3 escoles maternals i 1 escola elemental.

## Poblacions més properes
El següent diagrama mostra les poblacions més properes.